# Ceratozetes hamobatoides
Ceratozetes hamobatoides är en kvalsterart som beskrevs av Hammer 1967. Ceratozetes hamobatoides ingår i släktet Ceratozetes och familjen Ceratozetidae. Inga underarter finns listade i Catalogue of Life.